# Noxocremastus facialis
Noxocremastus facialis là một loài tò vò trong họ Ichneumonidae.